# Château de Gaziantep
Le château de Gaziantep (en turc : Gaziantep Kalesi) est un château situé au centre de la ville de Gaziantep en Turquie. Fondé sous l'Empire romain, il est très durement endommagé lors des tremblements de terre de 2023 en Turquie.

## Histoire
La colline sur laquelle est situé le château actuel est originellement un point d'observation utilisé par l'empire Hittite. Ce sont les Romains qui vont y construire un château entre le IIe siècle et le IIIe siècle. Le château est rénové et agrandi entre 527 et 565 sous l'empereur Justinien Ier. Le château connaît plusieurs rénovations successives sous les Ayyoubides et est utilisé pour la défense de la ville contre les armées françaises lors de la campagne de Cilicie dans le cadre de la guerre d'indépendance turque. 
Le 6 février 2023, le château est sévèrement endommagé lors d'un double tremblement de terre qui touche le sud de la Turquie et le nord de la Syrie. Les bastions et les murs extérieurs sont les parties les plus endommagées,.